# سويد (خنفساء)
سُوَيْد أو نِغريل (الاسم العلمي: Colaspidema)، جنس حشرات خنفسية من فصيلة خنافس الأوراق وفُصيلة خنفسائيات الورق.

## الأنواع
يحتوي الجنس على الأنواع التالية، ضمن جُنيسين
- جُنيس Colaphomega Reitter, 1913 (النوع النمطي: Chrysomela rufifrons Olivier, 1807)
  - Colaspidema dufouri (Perez Arcas, 1865)
  - Colaspidema rufifrons (Olivier, 1807)
  - Colaspidema signatipenne Guérin-Ménéville, 1844
- جُنيس Colaspidema Laporte, 1833 (النوع النمطي: Chrysomela atra Olivier, 1790 (= Chrysomela barbara Fabricius, 1792))
  - Colaspidema barbarum (Fabricius, 1792)